# 德布勒克兹
德布勒克兹，是匈牙利托尔瑙州所辖的一个村。总面积43.13平方公里，总人口1967，人口密度45.6人/平方公里（2011年1月1日）。